# Burgstall (Burganlage)
Burgstall ist die Bezeichnung für eine kleine Burg oder einen minderen Adelssitz, die bis in die ersten Jahre des 20. Jahrhunderts gebräuchlich war.

## Zum Begriff
Das Wort, zu Stelle, ‚Ort, wo eine Burg steht‘ war im Süddeutschen verbreitet, und findet sich schon im Hochmittelalter: „zwischen der Elbe und dem mer stênt niender beʒʒer burcstal“. Ursprünglich synonym zu Burg beziehungsweise ‚Sitz eines Adeligen / einer Gerichtsbarkeit‘ („vil guot was der burcstal, sô was er zwelf huoben wît.“), dürfte es bald speziell eine Höhenburgen bezeichnet haben (daher auch die Bedeutung ‚Burghügel‘), und dann primär kleiner und abgelegenere Ansitze, befestigte Höfe (Rittergüter), Wehrtürme – während die größeren Burgen Veste und später Schloss genannt wurden – oder den wehrhaften Kern – der letzteren (Kernburg; „das schlosz mit seinem burgstal, graben, wigern, acker, …“).
Bis in das 16. Jahrhundert wandelt sich die Bedeutung zu Burgstall ‚abgegangene Burg, überwachsener Rest‘, als bis heutige gültiger Fachbegriff der Burgenkunde. Der Grund dürfte sein, dass schon im Spätmittelalter viele Befestigungen aufgegeben wurden, weil sie ihre Funktion verloren oder das ansitzende Rittergeschlecht erlosch, und sich nach Ende der Ritterzeit nur diejenigen Burgen gehalten haben, die Siedlungskern einer Ortschaft, wichtigere Gerichtssitze oder Stamm- und Wohnburgen des Altadels waren. Die „Burgställe“ wurden zwischenzeitlich nur mehr als Außenposten, etwa für die Wegüberwachung und Zollerhebung, oder Fluchtburg (Rückzugsburg) verwendet und in der Folge dem Verfall preisgegeben.
Die ursprüngliche Bedeutung ist mittlerweile untergegangen. Schon im späteren 18. Jahrhundert fühlte sich ein Autor bemüßigt, die Frage ausführlicher zu diskutieren: „Endlich hießen die Schlößer auch Burgställe und zwar nicht die eingegangenen, sondern die noch stehenden Schlößer. Diese Wahrheit muß ich nun bestättigen und daher neue Beweise beibringen. Ich finde dieß um so nöthiger, weil auch ein neuerer Scribent in der irrigen Meinung stehet, dieß Wort bedeute nur ein zerstörtes oder eingegangenes und nicht auch ein noch stehendes Schloß.“

## Ortsnamenkunde

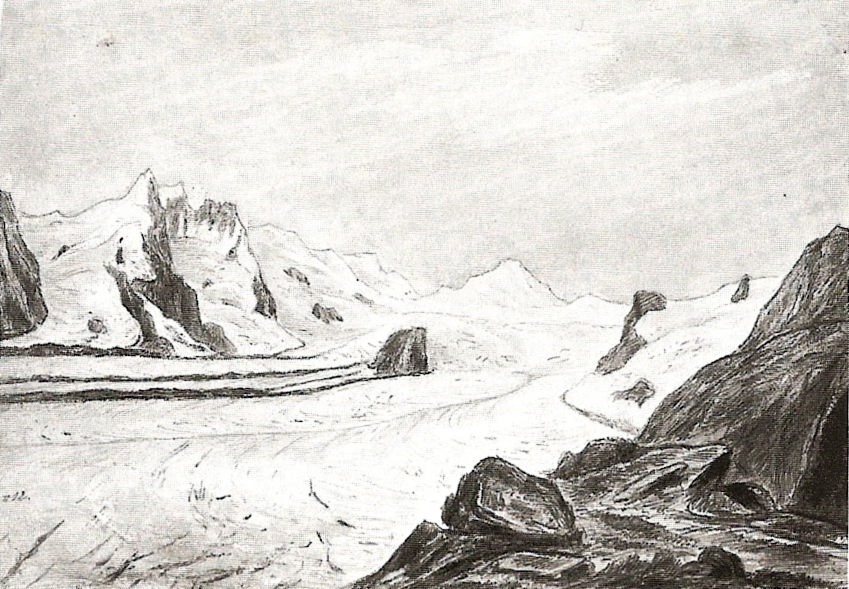
Die Pasterze mit den Felsinseln (Nunataks) Burgstalle, um 1850

Burgstall, Burgstahl lautet in der mittelhochdeutschen Form auch burestal. Auch dialektal verballhornt Burstel, Buschel, Borstel, Bostel ist das Wort im Oberdeutschen reich namenbildend. So nennt das österreichische Namensverzeichnis Geonam etwa 110 Toponymika auf Burgstall, in allen Ländern außer Vorarlberg, darunter aber auch rein vergleichend einige höhere Berggipfel, auf denen sicherlich nie Burgen standen. Beispiele sind zahlreiche Orte namens Burgstall, wie auch Burstelberg  (Wüstung bei Aichtal-Neuenhaus) oder die – teils wegen verlorenem Namen so genannten – Ruinen Burschel (Greding, Bayern), Burstel (Stockach, Baden-Württemberg), Buschel (Treuchtlingen, Bayern, auf dem Burgstallberg) oder Buschl (Meinheim, Bayern).